# Dériveur
 (juin 2014).
Si vous disposez d'ouvrages ou d'articles de référence ou si vous connaissez des sites web de qualité traitant du thème abordé ici, merci de compléter l'article en donnant les références utiles à sa vérifiabilité et en les liant à la section « Notes et références ».
Pour les articles homonymes, voir Dérive.

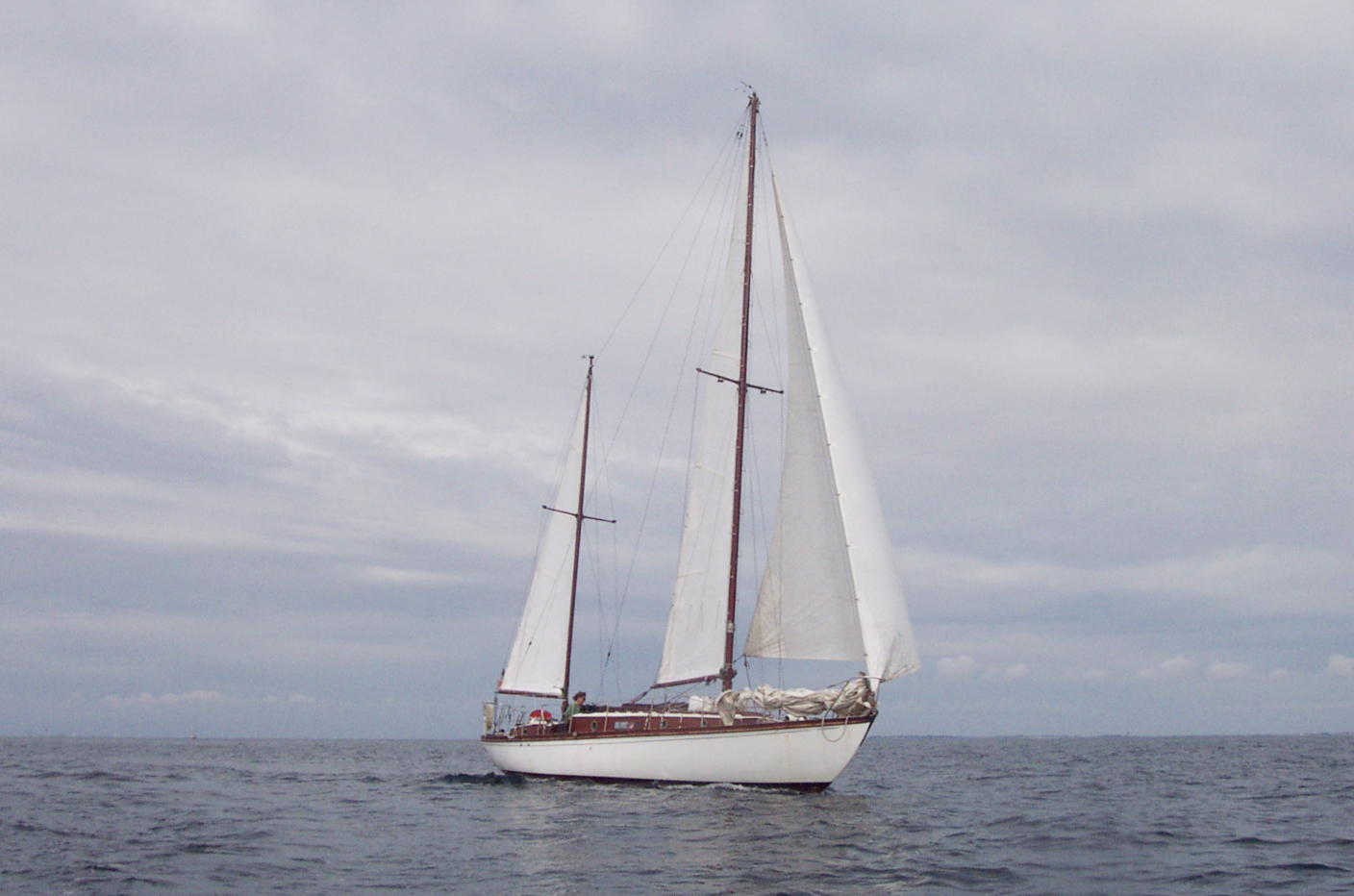
Ketch dessiné par Eugène Cornu, dériveur lesté habitable de 12,08 m lancé en 1962.

Un dériveur est un voilier monocoque dont une partie importante du plan antidérive, la « dérive », est rétractable. On peut distinguer les dériveurs sans lest (dériveurs légers) et les dériveurs avec lest (dériveurs lestés, dériveurs intégraux).
La dérive est la pièce immergée qui permet au dériveur de remonter au vent, jusqu'au près serré. On ne pourrait remonter sans elle qu'à 90 degrés du vent, inimaginable pour la navigation. La dérive, au vent arrière, ne sert plus : l'équipier peut donc la remonter, ce qui limite la surface de frottement dans l'eau et permet au bateau de gagner en vitesse.
Le plan antidérive peut être composé d'une seule dérive logée dans un puits placé dans l'axe de la coque, ou bien de deux dérives décalées en latéral soit dans des puits soit à l'extérieur de la coque. Deux dérives peuvent aussi être décalées en longitudinal.

## Dériveur léger

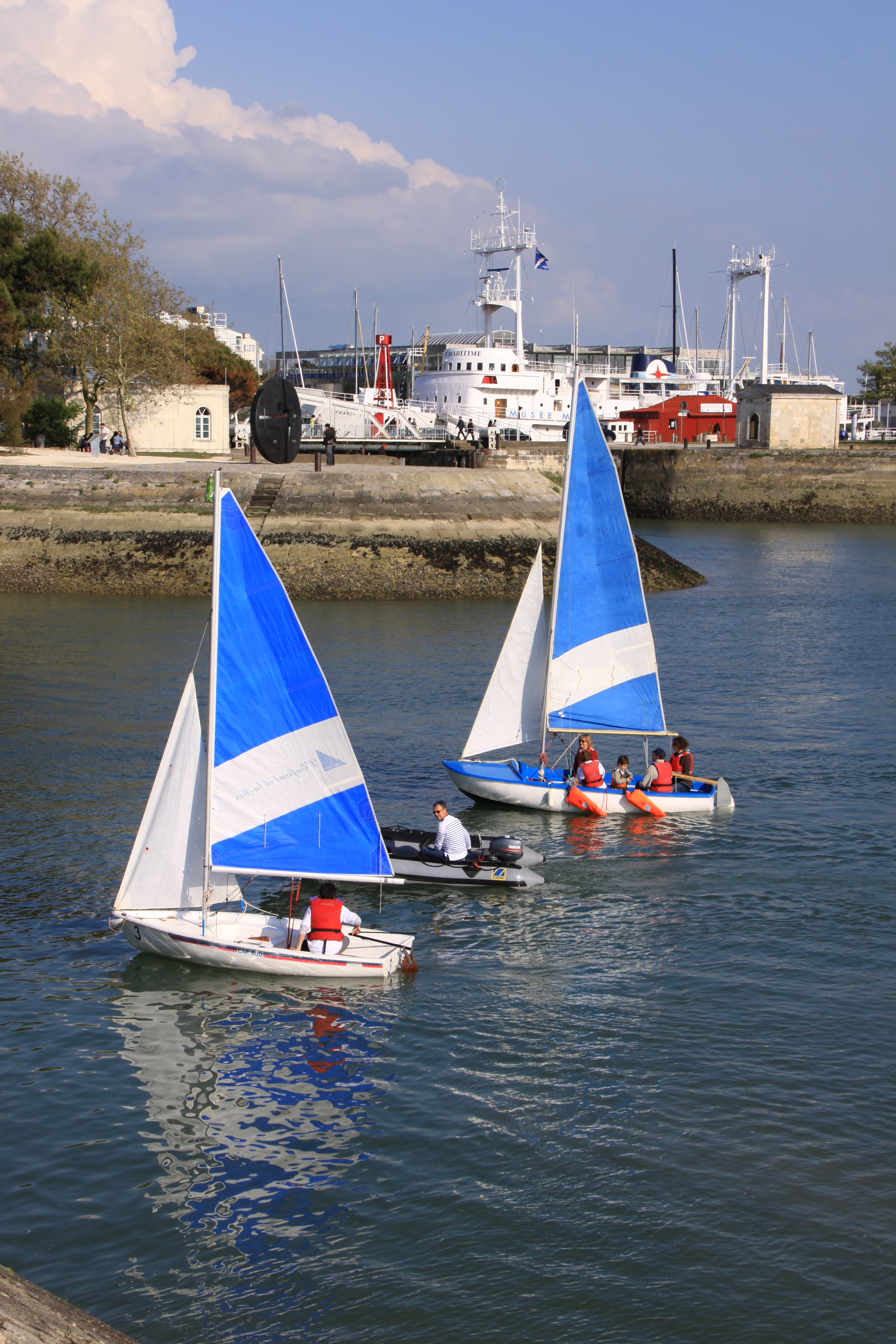
Deux dériveurs légers : un « Cap Sud » et une Caravelle, un modèle école.

Le dériveur léger est un voilier de construction légère, généralement ponté sur l'avant et dont le plan antidérive est assuré par une dérive non lestée en bois, en métal ou en stratifié, amovible ou pivotante. Au centre de la coque se trouve le puits de dérive dans lequel se positionne la dérive : descendue aux allures du près ou du travers, elle est relevée en vent arrière. 
L'absence de lest et de quille fixe rend le dériveur léger vif, évolutif et amusant à mener. L'équipage maintient l'équilibre du bateau en se déplaçant latéralement : en position de rappel, les pieds retenus par des sangles de rappel, ou bien complètement en dehors du bateau, assis sur une planche de rappel étendue à l'extérieur (peu fréquent), ou accroché à un câble de trapèze). 
Un dériveur léger peut chavirer (ou « dessaler ») en cas d'erreur de conduite. Ce n'est qu'un petit incident, car les dériveurs modernes sont conçus pour être redressés par leur équipage et repartir en quelques minutes. Le port d'un habillement adapté à la température de l'eau et de l'air, à la force du vent et à l'intensité du soleil est conseillé, car l'équipage ne dispose pas d'autres protections à bord. Le port permanent d'un gilet de sauvetage contribue à rendre cette activité sans grand danger, notamment si elle est pratiquée dans le cadre d'un club.

### Différents dériveurs légers
Les dériveurs ont marqué l'histoire de la voile légère, soit par le succès populaire de leur série, soit par l'accès au statut de série internationale ou de série olympique. Les dériveurs sont le plus souvent menés en solitaire ou en double.
- Les dériveurs en solitaire les plus connus sont l'Optimist, le X4, le Laser, le Moth Europe, la Yole OK et le Finn. La série internationale des Moth est une série de dériveurs légers à restrictions (dont les dimensions doivent suivre les règles de la série) pouvant être équipés de foils et capables de déjauger entièrement comme un hydroptère.

- Les dériveurs en double les plus connus dans nos régions sont le Vaurien, le Mousse, le Zef, le 420, le 445, le 470, le Caneton, le Fireball, le 505, le Flying Dutchman, série olympique de 1960 à 1992, et la Caravelle, un voilier école pouvant emporter de 4 à 6 équipiers.

Le 505 (prononcer cinq-o-cinq) est un dériveur de compétition à deux équipiers (on dit aussi dériveur en double) ; il a été créé en 1954 par John Westell à la demande d'Alain Cettier, alors président de la classe des Caneton. C'est sur ce bateau qu'ont été rassemblées pour la première fois toutes les caractéristiques typiques d'un dériveur : coque planante, configuration de coque (tulipage) et des caissons favorisant la position de rappel, trapèze, spinnaker, trappes d'évacuation de l'eau, réserves de flottabilité.
On assiste en 2010 au développement de dériveurs innovants : le Buzz, le Topaz, le Laser, le Laser radial, l'Open Bic, le Laser 2000, le Cruz (le successeur de la Caravelle) et l'Iso (un dériveur de vitesse). Le recours aux technologies de mise en œuvre sous vide des composites permettent d'abaisser les poids de coque ; les matériaux de voile actuels permettent de proposer des plans de voilures novateurs, à surface variable et autorégulée.
Des dériveurs transportables dans un coffre de voiture existent : le Tiwal (gonflable, tient dans 2 sacs), le Reverso Air (rigide, emboitable).

## Dériveur lesté

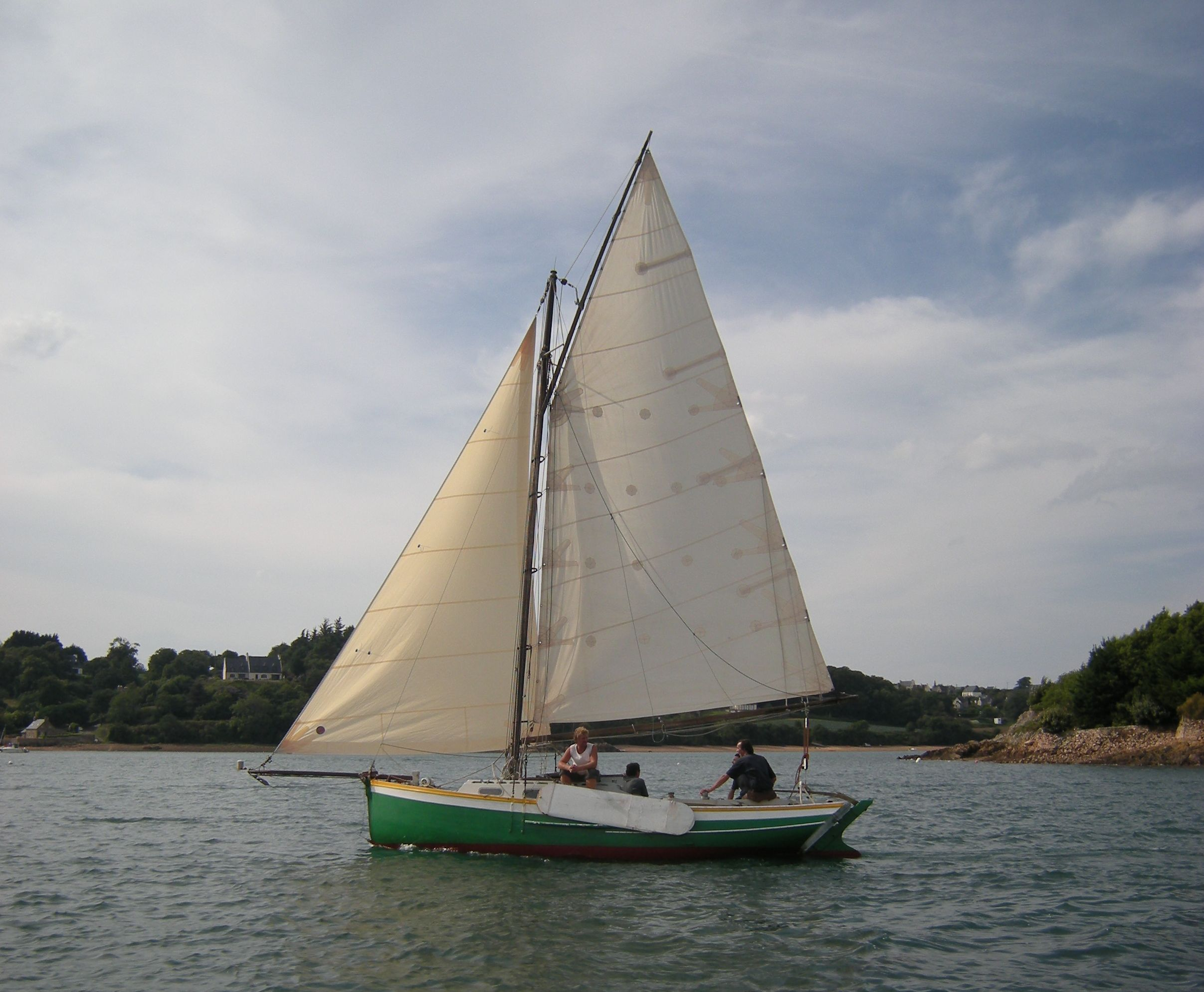
Un cotre de croisière muni de dérives latérales

Le dériveur lesté est un voilier muni d'une quille longue ou d'un aileron lesté extérieur à la coque (généralement en fonte) destiné à assurer la pose à l'échouage, la stabilité et une partie de l'effet antidérive, et d'une dérive pivotant ou coulissant à l'intérieur de l'aileron. Quand l'aileron est peu profond, le puits de dérive peut  dépasser de l'aileron et pénétrer dans la coque. 
Le Trismus illustre le concept de dériveur lesté ; il présente deux dérives placées en tandem. Sa quille longue lestée à semelle large lui permet de s'échouer sans béquille.

## Dériveur intégral
En l'absence de quille, le lest d'un dériveur intégral est placé à l'intérieur de la coque dont les fonds sont généralement plats, ce qui réduit encore le tirant d'eau ; le poids du lest doit être augmenté pour compenser la diminution du bras de levier de redressement.
Les dériveurs lestés et intégraux habitables peuvent accéder à des mouillages peu profonds grâce à leur faible tirant d'eau ; ils peuvent s'échouer facilement, leur stabilité étant donnée par la largeur du fond de la coque, par des béquilles d'échouage ou par des doubles safrans qui en tiennent lieu.